# 「8.13」LIVE AT NISSIN POWER STATION '95.8.13
「「8.13」LIVE AT NISSIN POWER STATION '95.8.13」（はち・いちさん ライヴ アット にっしんパワーテーション きゅうごう・はち・いちさん）は、yukihiro（ex.DIE IN CRIES、ex.ZI:KILL）のライヴビデオ・ライヴアルバム。1995年11月21日発売。発売元はDanger Crue Records。

## 解説
元DIE IN CRIESのyukihiroが発表した初のソロ名義による作品。
本作は、yukihiroが1995年8月13日に日清パワーステーションで開催した、DJ&ライヴイベント「case in Water 〜invitation from yukihiro〜」の模様を収録した映像作品・アルバムである。このイベントは、1995年7月2日にDIE IN CRIESの活動を停止して以降、yukihiroが初めて開催したソロ名義のイベントとなっている。
なお、DJ&ライヴイベント「case in Water 〜invitation from yukihiro〜」は、前半が＜DJタイム＞、後半がソロ名義で制作した楽曲を生で披露する＜ライヴタイム＞という形態で実施されている。ちなみにyukihiro曰く、こういったイベント形態にすることを決めたのは、開催の直前だったという。2部構成にしたことについて、yukihiroは「人を集めてバンドっぽくやろうかとも思っていたんですけど、ぎりぎりまで何をやろうか決めていなかった。DJも、友だちの店とかで、（好きなレコードを）勝手にかけるだけみたいなことはあったけど、あんなに人がいっぱいいるところでは初めてでしたからね」「レコードを回すことはやろうかなと思ったんですけどね。ライヴのほうは最初はなくてもいいやと思ってて。レコード回すだけじゃ物足りないんじゃないかっていう意見もあって…。じゃあ何かやろうかって」と公演後に受けたインタビューで述べている。なお、イベントのタイトルに冠した「case in Water」というワードは、前半のDJタイムをイメージしたものとなっている。イベントタイトルについて、yukihiroは「夏のとても暑い日に涼しい場所で、そういう音楽を大きい音で聴くっていう…聴けたらいいなっていう自分の望みもあって。だからかけた曲も、ただ単に自分が大きい音で聴きたいなと思うような曲をかけただけ」と述べている。また、公演のステージセットは金網で覆われており、ケースに閉じ込められたような状態でyukihiroがパフォーマンスを行っている。さらにステージ上には、スポットライトに照らされた、金魚と水の入ったガラス瓶が配置されていた。
また、イベント前半の＜DJタイム＞において、yukihiroはアート・オブ・ノイズのリミックス盤やマッシヴ・アタック、トリッキーなどのダンス・ミュージックのレコードをかけている。この選曲について、yukihiroは「レコードを選ぶ時は、アーティスト単位でよりもレーベル単位で選ぶことが多いんですよ。レーベルで言うと最近はClean UpとかCup Of Teaとかがいいですね」と述べている。ちなみにDJタイムでは、会場のモニターに、yukihiroが自ら編集した映像が舞台演出として映し出されている。なお、このDJタイムの模様は本作に収録されていない。
本作には、イベント後半の＜ライヴタイム＞の映像のみが収録されている。ライヴタイムでは、yukihiroがこのイベントのために制作した楽曲の他に、DIE IN CRIESに在籍していた頃に作りながらも音源化されていなかった楽曲が披露されている。ライヴタイムにおいてyukihiroは、ボーカルとギターを担当しており、ドラムを一切叩いていない。また、バックで流れるトラックは全てyukihiroが手掛けたものになっている。なお、ライヴタイムで披露された楽曲は、アンビエントな質感のある「CLOSED SPACE」や、エスノやジャングルの要素を含んだ「Controled Circles」など、yukihiroが自身の好きな音楽性をより追求した音源となっている。そしてライヴタイムでは、計5曲が披露されており、それらすべてが本作に収録されている。余談だが、本作に収録された「Jesus」のギター・リフは、yukihiroがacid android名義として2023年8月4日にデジタルリリースした楽曲「pale fire」において、そのままのかたちで使用されている。
本作は、ライヴビデオ（VHS）・ライヴアルバム（CD）の2規格で発表されている。なお、ライヴビデオとライヴアルバムのグラフィックアートは、いずれもカッツ三宅（STRANGE PARADISE）が担当している。また、ジャケットに使われたライヴの模様を撮影した写真は、KOICHIRO-HIKIが撮影している。
余談だが、本作発売から約2年2ヶ月後となる1998年1月1日に、yukihiroはsakuraが脱退したL'Arc〜en〜Cielにドラマーとして加入することになる。そしてyukihiroは、2001年11月19日に新宿リキッドルームでライヴ「acid android act in november」を開催し、新たなソロプロジェクト、acid androidを始動している。acid androidでは、自身がオーガナイズする「acid android in an alcove」というイベントを不定期で開催しているが、このイベントは「case in Water 〜invitation from yukihiro〜」と同様に、＜DJタイム＞と＜ライヴタイム＞の2部構成に分けて実施されることが多い。そのため「case in Water」は、後の「alcove」企画の源流になっているといえる。

## 収録曲
| #  | タイトル              | 作詞     | 作曲     |
| -- | --------------------- | -------- | -------- |
| 1. | 「S.s.e-99」          |          | Yukihiro |
| 2. | 「Controled Circles」 | Yukihiro | Yukihiro |
| 3. | 「Jesus」             | Yukihiro | Yukihiro |

| #  | タイトル              | 作詞     | 作曲     |
| -- | --------------------- | -------- | -------- |
| 1. | 「S.s.e-99」          |          | Yukihiro |
| 2. | 「light & right」     | Yukihiro | Yukihiro |
| 3. | 「CLOSED SPACE」      | Yukihiro | Yukihiro |
| 4. | 「Controled Circles」 | Yukihiro | Yukihiro |
| 5. | 「Jesus」             | Yukihiro | Yukihiro |

## クレジット
- PRODUCE：yukihiro
- SUPPORT：Rockin'f
- LIVE AT：NISSIN POWER STATION
- GRAPHIC ARTZ：KATZ-MIYAKE
- PHOTOGRAPH：KOICHIRO-HIKI